# Pseudoterasa Váhu
Pseudoterasa Váhu je přírodní památka v katastrálních územích obcí Hrádok a Hôrka nad Váhom v okres Nové Město nad Váhom v Trenčínském kraji na Slovensku. Území bylo vyhlášeno v roce 1983 a jeho rozloha je 11,8 hektaru. Předmětem ochrany je geomorfologický útvar, který dokládá vývoj údolí Váhu po poslední době ledové.